# Karahüyük, Elbistan
Karahüyük là một xã thuộc huyện Elbistan, tỉnh Kahramanmaraş, Thổ Nhĩ Kỳ. Dân số thời điểm năm 2010 là 793 người.